# 雷電 (シューティングゲーム)
『雷電』（らいでん）は、1990年にセイブ開発が制作したアーケード用の縦スクロールシューティングゲーム、並びにその後継シリーズの総称である。販売はテクモ（現:コーエーテクモゲームス）。
自機である超高空戦闘爆撃機「雷電」を操作し、外宇宙生命体の攻撃から地球を守るのを目的としている。
1991年にメガドライブ、FM TOWNS、PCエンジン、スーパーファミコン、PCエンジンSUPER CD-ROM²に移植された他、1994年には北米にてPC/AT互換機、Atari Jaguarに移植された。
また、アーケード版は後にPlayStation用ソフト『雷電プロジェクト』（1995年）に収録された他、2002年には単独でPlayStation用ソフトとして発売された。また、同移植版は2007年にPlayStation 3ならびにPlayStation Portable用ソフトとしてゲームアーカイブスにて配信。さらに、2021年にPlayStation 4版とNintendo Switch版がアーケードアーカイブスの1作品として配信された。
携帯電話用アプリゲームとしては、2002年にmova503i、504i、FOMA用iアプリとして配信された他、2004年には900i用iアプリとして『雷電〜perfect〜』のタイトルで配信、また2005年にはBREW対応端末用EZアプリとして配信された。さらに、2012年にはiPhone、iPad、Android用ソフトとして『RAIDEN LEGACY』のタイトルで配信された。
アーケード版はゲーム誌『ゲーメスト』の企画「第4回ゲーメスト大賞」（1990年度）で、大賞8位、ベストシューティング賞2位を獲得、ゲーメストムック『ザ・ベストゲーム』（1991年）では54位を獲得した。

## 概要
当時いわゆる「大作主義」が主流だったシューティングゲームの中にあり、本作は極めてシンプルで、異彩を放っていた。これがユーザーに好評を以て受け入れられ、最終的には全世界累計で2万枚以上を売り上げるなどアーケード基板としては大ヒット作となった。
本作のゲームシステムは、『究極タイガー』（1987年）を始めとする東亜プランの縦スクロールシューティングを踏襲したものである。これは、『究極タイガー』の海外版である『TWIN COBRA』などを制作時に参考資料にしていることが理由である。それまではこのような作品は、ゲーマーの間では「東亜系」と呼ばれていたが、東亜プランのシューティングゲームが方向転換しつつあったこともあり、本シリーズがヒットしてからは「雷電系」と呼ばれることが多くなり、同ジャンルのデファクトスタンダードに置き換わった様子も見られた。
インカム低下対策として、プレイヤーの行動次第でランクなどが変化するよう調整が施されているが、本作ではデモ画面でコインを投入するタイミングによってもランクが変わるシステムが実装されている。

## ゲーム内容

### システム
8方向レバーと2ボタンで自機である「超高空戦闘爆撃機・雷電」・「超高空戦闘爆撃機・雷電マークII」・「ファイティングサンダー」を操作する。ボタンはそれぞれショット、ボンバーが割り当てられており、ショットを押すとメインショットとミサイルを同時発射する。2人同時プレイ可能。

### メインウェポン
メインウェポンは現在の装備と同じ色のアイテムを取ると1段階ずつパワーアップする。パワーアップは、雷電IIIでは5段階まで、Vを除くでは最大8段階である。
ある程度パワーアップすると自機のフォルムに変化が生じると同時に当たり判定が大きくなる。
- バルカン（赤）

初期装備。自機前方に扇状に弾丸を撃ち出す。パワーアップにより、最大で前方の7方向にまで攻撃できるようになる。撃てる弾数が増えるだけで威力は変わらず、敵にも補正がかかり耐久力も増すので一発あたりの威力は相対的に弱くなる。しかし、連射性能に優れていて大量の弾丸を敵に浴びせられるため、敵に密着して全弾を集中して撃ち込み、さらに超連射するとボスすら秒殺するほどの驚異的な攻撃力を発揮する。使い勝手が最も良く、道中・ボス戦と使い方を工夫できるので汎用性に富んでいる。
- レーザー（青）

自機正面に、レーザーを再現した青白い光弾を切れ目なく発射する。パワーアップしていくとレーザーの本数が増え、幅が広くなる。バルカンに比べ攻撃判定は非常に狭いが、破壊力が高いため耐久力のある中型・大型の敵機に重宝する。その破壊力の高さに比例して、より耐久力に補正が掛かった状態で敵も登場するが、換装前から画面内にいる敵の耐久力には補正がつかないので、これを利用してボスが登場した直後にレーザーを装備すれば、敵を速攻で倒すことも可能。
- プラズマレーザー（紫）

II、DX、IV、Vに登場。II、DXでは連射しているとレーザーの性質が変化し、曲線を描きながら敵を捕捉しダメージを与え続けることができるようになる。IVではレーザーの性質は変化せず、連射中は常時捕捉。左右の移動によってレーザーも移動方向に曲がるため、蛇のうねる姿のような特徴的な軌道が常時形成される。ボタンを連射しているだけで画面中の敵ほぼ全てに対応できるうえ、見た目の演出もバルカンやレーザーよりも派手である。ただし、バルカン・レーザーに比べて攻撃力が低く、近距離でも遠距離でも与えるダメージが一定のため、ボス戦では長期戦になりがち。そのため、良くも悪くも初心者向けである。なおIVでは、ある程度でレーザーを重ねて当てることで威力を上げることができる。
雷電の関連作『ライデンファイターズ』では、雷電の自機（ライデンMk-II）が登場した際のメインショットはこのプラズマレーザーになっている。初代には登場しない武器でありながら、雷電の代名詞ともなった武器である。
- プロトンレーザー（緑）

III、IVに登場。レバーを左右に振る事でレーザーが一定角度まで鞭のように撓る性質を持つ。撓っている間は攻撃力が増加し、最大で通常の20倍に達する。撓らせ方を工夫することで、威力を上げた状態で斜め方向の敵も集中的に攻撃することができる。IIIのメインウェポンで唯一貫通性能がある。外見や動作は上記のプラズマレーザーと似ているが、性能は全く違う。IVではライデンMK-IIの紫装備の選択により使用可能。
- プロトンレーザー改（紫）

IVに登場。IIIに登場したプロトンレーザーの改良版で、自機から三叉状に発射されるのが大きな違い。レバーを左右に振り続けることによりレーザーが一本に収束される。

### サブウェポン
サブウェポンも現在の装備と同じ記号のアイテムを取ると1段階ずつパワーアップする。『雷電III』は3段階、他の作品では4段階まで。初代、II、DX、IIIでは初期状態の自機からは発射出来ず、アイテムを取った時点で発射されるようになる。IVの自機であるファイティングサンダーME-02改は、LIGHTモードを選択した時のみサブウェポンの第1段階が標準装備されている。なお、サブウェポンアイテムはIVまで登場し、Vは複数自機（現時点では計3機）が登場している為サブウェポンは各機体一つずつに所有している。
- ニュークリアミサイル「M」（黄）

前方へ散らばるようにミサイルを発射する。ミサイルは徐々に速度を上げて突き進み、敵に命中すると高い攻撃力のある爆風が発生する。パワーアップすると、弾数、爆風の大きさ、威力が強化される。敵に密着して撃つ事で遅い初速をカバーすれば、ボス級の耐久力が高い敵も瞬殺するほどの威力を発揮する。
- ホーミングミサイル「H」（緑）

自機の斜めまたは横から扇状にミサイルを発射する。ミサイルは敵を自動追尾し高い命中率を誇る。1発あたりの威力は低いがバルカン、ニュークリアミサイル同様、敵に密着して超絶連射すると驚異的な破壊力を発揮する。パワーアップすると発射できる数が増え、追尾性能と弾速も上がる。最高段階のホーミングミサイルはその高い弾速と誘導性能で、ザコ掃討に役立つ。
- レーダーミサイル「R」（紫）

III、IVに登場。前方にミサイルを発射する。発射されたミサイルは直進しつつ、敵機に対して左右方向に水平移動し追尾する。高めの命中率と高めの威力があるが、真横や後方の敵には誘導しない難点もある。

### ボンバー
アイテムを取得することで、ボンバーの数を1つ追加する。最大ストックは7個。最大数所持中に取ると5,000点のボーナス。II、DXでは、同一種のボンバーを最大数まで所持している時に更に同種のボンバーを取得すると、50,000点のボーナスになる。
- ボンバー（赤）

ダメージを与え、かつ敵弾を相殺するボンバーを発射。攻撃力は高いが、射出から爆発まで長いタイムラグがあるため、緊急回避には向かず、計画的に使用する必要がある。ボンバーの爆発に乗じて接近し連射すると、耐久力の高い敵も瞬時に撃破することができる。III、IV、Vでは射出してすぐに爆風が画面全体に拡散するタイプへと一本化された。
- 拡散ボンバー（黄）

II、DXに登場。自機の周囲に無数の小型ボンバーを散布。通常のボンバーと異なり、射出直後から攻撃・相殺判定があるため、緊急回避に用いることが可能。ただし、威力はあまり高くない。

### その他の攻撃手段
- バチバチ弾

2人同時プレイ時のみ見られる特殊な攻撃。味方機に収束状態のプラズマレーザー以外のメインショットを当てると、高い攻撃力を持った火花が前方に飛び散る。バチバチ弾という名は通称で、公式なものではない。
- 自機の破片

ミスし自機が爆発したときに飛び散る破片。これはゲーム中最高の攻撃力を持つ。初代雷電も破片に攻撃判定があるが、国内版の初期の作品では単独プレイだと戻り復活によりあまり意味が無い事もある。後期ではこの攻撃手段は廃止されている。

### 特殊アイテム
- 勲章

地面の特定の施設・敵を破壊すると出現。取得すると300点（初代）、または500点（II）のボーナス。雷電DXでは、出現と共に徐々に色がくすんでいき、得点も下がっていく。完全に色がくすむと一瞬だけ光り、その時に取ると3,000点になる。
- 青勲章

II、DXに登場。IIでは3,000点。DXでは、通常の勲章と同じく徐々に色がくすんでいき、くすみきってから一瞬だけ光った時に取ると10,000点になる。
- ミクラス

勲章の出現する個所にて、まれに勲章の代わりに出現する怪獣。初代では3,000点、IIでは10,000点。DXでは、動きを停止した後再び動き出す瞬間に取ると、50,000点のボーナスになる。また、黄・青勲章を最高得点で3回取れば、次は必ずミクラスが出る。
- 1UP

一定条件を満たしている場合に限り、特定の場所に出現。残機が1つ増える。
- フルパワー（P）

Vを除く一定条件下で出現。取得すると、現在装備中の武器が一気に最強段階にまでパワーアップする。フルパワー状態で取ると10,000点ボーナス。
- フェアリー

特定の場所に一定量のショットを撃ち込み続けると出現。取得すると10,000点のボーナスになる他、Vでは一定のダメージ受けた直後に体力を一定量を回復し、それ以外の作品ではミスして復活した直後には複数のアイテムをばら撒く。アイテムを出すタイプの一部の作品ではストックできる（取った数に応じてアイテムが出るミスの回数が増える）。

## 設定

### ストーリー
AD2090、地球は外宇宙生命体の攻撃にさらされた。激しい戦いのさなかで、世界連合軍は優れた技術者たちを集め、敵の撃墜された戦闘機をベースに超高空戦闘爆撃機"雷電"を開発した。
しかし、あまりにも優れた機動力、性能のため、実戦に耐えられるパイロットはたった二人のみ。二機の雷電は、地球の存亡を賭けて出撃した。

### ステージ構成
本作のステージを記述する。
| 面 | ステージ名       | ボス名               | BGM              |
| -- | ---------------- | -------------------- | ---------------- |
| 1  | 田園             | デザートスパイダー   | GALLANTRY        |
| 2  | 都市             | フライングフォックス | LIGHTNING WAR    |
| 3  | 海洋             | ファランクスMK-III   | ROUGH AND TUMBLE |
| 4  | 遺跡             | ギジドー             | GALLANTRY        |
| 5  | 敵地上基地       | ランドクラウン       | FIGHTING THUNDER |
| 6  | 浮遊大陸         | ガーディアン         | ROUGH AND TUMBLE |
| 7  | 宇宙ステーション | アントノフMa-27      | LIGHTNING WAR    |
| 8  | 敵巨大戦艦       | ドレイネージ=コア    | FIGHTING THUNDER |

## 移植版
| No. | タイトル                                | 発売日                     | 対応機種                                                 | 開発元          | 発売元                 | メディア                                | 型式                             | 備考                                                       |
| --- | --------------------------------------- | -------------------------- | -------------------------------------------------------- | --------------- | ---------------------- | --------------------------------------- | -------------------------------- | ---------------------------------------------------------- |
| 1   | 雷電伝説                                | 1991年7月6日 1991年9月     | メガドライブ                                             | マイクロネット  | マイクロネット         | 8メガビットロムカセット                 | T-22043 22036                    |                                                            |
| 2   | 雷電伝説                                | 1991年11月1日              | FM TOWNS                                                 | KID             | 電波新聞社             | CD-ROM                                  | HMC-179                          |                                                            |
| 3   | 雷電                                    | 1991年11月22日 1991年      | PCエンジン                                               | エーアイ        | ハドソン NEC-HE        | 6メガビットHuCARD                       | HC91049 TGX060075                |                                                            |
| 4   | 雷電伝説                                | 1991年11月29日 1992年4月   | スーパーファミコン                                       | マイクロニクス  | 東映動画 Electro Brain | 8メガビットロムカセット                 | SHVC-RD                          |                                                            |
| 5   | SUPER雷電                               | 1992年4月2日               | PCエンジンSUPER CD-ROM²                                  | エーアイ        | ハドソン               | CD-ROM                                  | HCD2023                          |                                                            |
| 6   | RAIDEN                                  | 1994年                     | PC/AT互換機                                              | Imagitec Design | Acer                   | CD-ROM                                  | -                                |                                                            |
| 7   | RAIDEN                                  | 1994年12月15日             | Atari Jaguar                                             | Imagitec Design | アタリ                 | ロムカセット                            | J9005                            |                                                            |
| 8   | 雷電プロジェクト                        | 1995年1月27日 1995年9月9日 | PlayStation                                              | セイブ開発      | 日本システム SCEA      | CD-ROM                                  | SLPS-00013 SCUS-94402 SLES-00051 | アーケード版の移植                                         |
| 9   | 雷電プロジェクト                        | 1996年7月12日              | PlayStation                                              | セイブ開発      | 日本システム           | CD-ROM                                  | SLPS-91002                       | 廉価版                                                     |
| 10  | 雷電                                    | 2002年11月5日              | mova503i、504i、FOMA （iアプリ）                         | カムツス        | サイバード             | ダウンロード （ゲームの殿堂!!!）        | -                                |                                                            |
| 11  | MajorWaveシリーズ アーケードヒッツ 雷電 | 2002年11月28日             | PlayStation                                              | セイブ開発      | ハムスター             | CD-ROM                                  | SLPM-86613                       | 『雷電プロジェクト』から雷電のみをシングルカットした廉価版 |
| 12  | 雷電〜perfect〜                         | 2004年2月6日               | 900i （iアプリ）                                         | カムツス        | サイバード             | ダウンロード （ゲームの殿堂!!!）        | -                                |                                                            |
| 13  | 雷電 Vol.1                              | 2005年1月27日              | A5501T、A5504T BREW対応端末 （EZアプリ）                 | カムツス        | サイバード             | ダウンロード （ミニゲー☆天国! 50）      | -                                |                                                            |
| 14  | アーケードヒッツ 雷電                   | 2007年3月27日              | PlayStation 3 PlayStation Portable (PlayStation Network) | セイブ開発      | ハムスター             | ダウンロード （ゲームアーカイブス）     | -                                | 上記廉価版と同一内容                                       |
| 15  | RAIDEN LEGACY                           | 2012年12月3日              | iPhone/iPad Android                                      | DotEmu          | DotEmu                 | ダウンロード                            | -                                | アーケード版の移植（海外用の基板ベース）                   |
| 16  | 雷電                                    | 2021年7月1日               | PlayStation 4 Nintendo Switch                            | セイブ開発      | ハムスター             | ダウンロード （アーケードアーカイブス） | -                                | アーケード版の移植（最初期の基板ベース） 海外版も収録      |

メガドライブ版『雷電伝説』
- 2人同時プレイ不可。画面右側にスコアや残機などが表示され、画面が横長にならないようにしているが枠内の横解像度は240であり、PCエンジン版の横解像度224よりも広い。比較的オリジナルに近い内容ではあるものの、レーザーとニュークリアミサイルの威力が弱体化、パワーアップすることによる自機のデザインの変化が再現されていない、などの違いもみられる。メガドライブ版オリジナル要素として、ステージ8クリア後に超絶難易度[17]のスペシャルステージが1つ追加されている。

FM TOWNS版『雷電伝説』
- BGMはCD-DAによるアレンジバージョンとなっている。移植具合は、一部の点で違いがみられるものの、当時としては比較的良好な部類の移植である。

PCエンジン (HuCARD) 版
- 2人同時プレイ不可。画面レイアウトは家庭用テレビに合わせた横画面だが、アーケード版よりも低めの難易度でバランス調整がされている。PCエンジンのハードの制約上BGが1面しかない為、2重スクロールはカットされており、敵戦車の砲塔が8方向しか撃たないなどの変更点がある。また、BGMの音程・メロディーが一部異なる楽曲（例：LIGHTNING WAR）がある他、サブウェポンのニュークリアミサイルが自機の操作（横スクロール）に合わせて直進しながら左右に少しスライドするなどの差異が見受けられた。

尚、1991年に発売された移植版では、他機種では『雷電伝説』と改題されていたものが、唯一PCエンジン版のみ元のアーケード版と同名の『雷電』のタイトルで発売された。
スーパーファミコン版『雷電伝説』
- 2人同時プレイ可能。大幅なデチューンがなされている。ミサイルのアイテムは1個取るだけでいきなり最強状態になり、かつホーミングミサイルの威力が大幅に強化されている。バルカンのパワーアップの仕方もアーケード版とは全く異なる。また、一部ボスも削除されている。ボンバーはどこから発射しても画面中央で爆発、フェアリーの隠し場所もアーケード版と全く異なり、BGMはアーケード版とは使われているステージが異なり、自機がミスした際に破片が飛び散る演出も削除、その上「その場再スタート」となるなど、変更された要素が非常に多い。自機・敵の動きはカクカクであり、画面サイズに合わせた敵・敵弾の調整もきちんとなされていない。尚、ボスを撃破すると自機が自動的に画面中央に移動するが、自機が操作できないにもかかわらず当たり判定は残ったままであり、画面内に残っている敵や敵弾に勝手に当たりミスになってしまう事がある。総合的に見て、移植失敗作ということになる[18]。

PCエンジンSUPER CD-ROM²版『SUPER雷電』
- 基本仕様は先行発売されたHuCARD版とほぼ同一のものだが、最終ステージであるステージ8の終了後に、オリジナルのスペシャルステージが2ステージ追加されている。BGMもCD-ROMの特性を活かし、CD-DAによるアレンジされた豪華なサウンドになり、効果音もADPCMによるサンプリングを多数使用するなど、音質面においてもHuCARD版よりも大幅に向上している。また、ゲームクリア後には、オリジナルには無かった専用のエンディング画面とスタッフクレジットのエンドロールが流れる。[19]。

Atari Jaguar版『RAIDEN』
- 2人同時プレイ可能。画面右側にスコアや残機などが表示され、画面が横長にならないようにしているが、発進デモや面クリア時のスコア精算中は全画面表示の横画面になる。また、デモとゲーム本編の繋がりがシームレスではなく画面切り替えになっているなどの差異もあった。

PlayStation版『雷電プロジェクト』
- 『雷電』と『雷電II』のカップリング収録での移植作。両作品とも2人同時プレイが可能。基本の画面レイアウトは、家庭用テレビに合わせた横画面だが、アーケード版と同様の縦画面モードも選択できた。グラフィックはほぼアーケード版をそのまま再現しているものの、雷電IIのタイトルデモはカットされた。ただし、起動後のメニュー画面では、背景に『雷電II』のステージ1のボス戦をポリゴンの3DCGで再現したデモが流れる。
- ゲーム内容においては、敵の耐久力がアーケード版より若干低めに設定されていたり、一部の敵のアルゴリズム等もアーケード版とは異なる。ゲーム中のBGMは、アーケード版を再現した「ORIGINAL」とPlayStationの内蔵音源を活用した「ARRANGE」の2種類から選択可能だったが、「ORIGINAL」でも音色がアーケード版とは若干違っていたり、ステレオ化されているなどの改変があった。
- アーケード版を含む他ハードでは、一度に多くの敵や弾が画面内に現われると「処理落ち」を起こすことがあり、プレイヤーにとってはタイムラグを利用しての回避方法でもあった。しかし、PS版は処理落ちがないため、ディフェンス要素が少なくなっている[3]。

PlayStation版『MajorWaveシリーズ アーケードヒッツ 雷電』
- PSPでのプレイ時を除き2人同時プレイ可能。『雷電プロジェクト』から『雷電』のみをシングルカットした廉価版。本作には『雷電II』が収録されていないにもかかわらず、起動後のメニュー画面で表示されるデモは『雷電プロジェクト』収録の物（『雷電II』の1面ボス戦をポリゴンで再現したもの）がそのまま流用されている。2007年3月27日よりPLAYSTATION Storeにてダウンロード販売が開始された。

Atari Lynx版
- 開発中止となり、正式販売は見送られたが、後に開発中のバージョンが、Telegamesより販売された。一部の輸入ソフト店で過去に販売されていた。

iPhone/iPad版、Android版『Raiden Legacy』
- 『雷電』および『ライデンファイターズ』シリーズの『ライデンファイターズ』、『ライデンファイターズ2』、『ライデンファイターズJET』の計4作を収録。
- 海外版がベースとなっており、その場復活制である。なお、2P側の機体は使用不可。

PlayStation 4版、Nintendo Switch版
- アーケードアーカイブスの1作品として配信。移植対象は最初期の基板をベースとしている。日本版（戻り復活制）の他、海外版（その場復活制）も収録。こだわり設定にて、2P側単機での開始（難易度軟化）、ゲーム開始時のゲーム内のランクの変更、ゲーム開始時に何周目から始めるかといった事を変更する事が可能。

## スタッフ
アーケード版
- プロデューサー：濱田均
- ディレクター：濱田均
- ゲーム・デザイン：川口哲也
- プログラマー：K.KONDO、川口哲也、S.MORI
- グラフィック・デザイン：T.WADA、M.KOMAZAWA、T.MATSUZAWA、H.MATSUO
- ミュージック&SFX：佐藤亜希羅
- ハードウェア・デザイン：Y.SEGAWA

## 評価
アーケード版
- ゲーム誌『ゲーメスト』の企画「第4回ゲーメスト大賞」（1990年）で、読者投票により大賞8位を獲得している[1]。その他に、ベストシューティング賞で2位、プレイヤー人気で7位、年間ヒットゲームで7位を獲得している[1]。また、1991年にそれまで稼働されていたアーケードゲーム全てを対象に行われたゲーメスト読者の人気投票によるゲーメストムック『ザ・ベストゲーム』では54位を獲得した[28]。また、「ビデオゲームフルリスト」の紹介文では、「驚異的な高難度だったが、逆に人気が集まり、90年度のシューティングゲームの中では高インカムを得ている」と紹介されている[29]。

- 1998年に刊行されたゲーメストムック『ザ・ベストゲーム2』では『名作・秀作・天才的タイトル』と認定された「ザ・ベストゲーム」に選定され、「シンプルでありながら全面を通して練り込まれた、セイブ開発の名作縦シューティング」、「一般を含めたプレイヤーに対する配慮が、実は細かく盛り込まれている。例えば自機のパワーアップは非常に解りやすく、大きく分けて2種類。（中略）この両方の武器のバランスの良さが絶妙だ」、「周回を重ねるごとに激しさを増す敵の攻撃は、後の雷電2、DXに受け継がれている」と、ゲーム性、難易度に関して肯定的なコメントで紹介されている[30]。

メガドライブ版
ゲーム誌『ファミコン通信』の「クロスレビュー」では合計で27点（満40点）、『メガドライブFAN』の読者投票による「ゲーム通信簿」での評価は以下の通りとなっており、18.87点（満30点）となっている。
| 項目 | キャラクタ | 音楽 | 操作性 | 熱中度 | お買得度 | オリジナリティ | 総合  |
| 得点 | 3.09       | 3.02 | 3.29   | 3.57   | 3.02     | 2.88           | 18.87 |

PCエンジン (HuCARD) 版
ゲーム誌『ファミコン通信』の「クロスレビュー」では合計28点（満40点）、『月刊PCエンジン』では85・85・75・80・85の平均82点（満100点）、『マル勝PCエンジン』では8・8・9・8の合計33点（満40点）、『PC Engine FAN』の読者投票による「ゲーム通信簿」での評価は以下の通りとなっており、21.48点（満30点）となっている。
また、この得点はPCエンジン全ソフトの中で203位（485本中、1993年時点）となっている。同雑誌1993年10月号特別付録の「PCエンジンオールカタログ'93」では、「シューティングマニアを難易度の高さと、そのおもしろさでうならせた業務用からの移植作。移植度もほぼ完璧で、敵の攻撃は激しい。業務用に比べれば、横長画面で多少難易度が落ちているものの、かなり難しい」と紹介されている。
| 項目 | キャラクタ | 音楽 | 操作性 | 熱中度 | お買得度 | オリジナリティ | 総合  |
| 得点 | 3.40       | 3.40 | 3.83   | 4.28   | 3.30     | 3.28           | 21.48 |

スーパーファミコン版
ゲーム誌『ファミリーコンピュータMagazine』の読者投票による「ゲーム通信簿」での評価は以下の通りとなっており、21.66点（満30点）となっている 。また、『SUPER FAMICOM Magazine』1993年8月情報号特別付録の「スーパーファミコンオールカタログ'93」では、「業務用で難解縦スクロールシューティングとして有名な『雷電』の移植だが、家庭用ゲーム機向けのため、難易度はやや下げられている」と紹介されている。この得点はスーパーファミコン全ソフトの中で91位（323本中、1993年時点）となっている。
| 項目 | キャラクタ | 音楽 | 操作性 | 熱中度 | お買得度 | オリジナリティ | 総合  |
| 得点 | 3.55       | 3.68 | 3.75   | 3.75   | 3.45     | 3.48           | 21.66 |

PCエンジンCD-ROM²版
ゲーム誌『ファミコン通信』の「クロスレビュー」では合計29点（満40点）、『月刊PCエンジン』では85・90・95・80・80の平均86点（満100点）、『PC Engine FAN』の読者投票による「ゲーム通信簿」での評価は以下の通りとなっており、23.31点（満30点）となっている。
また、この得点はPCエンジン全ソフトの中で68位（485本中、1993年時点）となっている。同雑誌1993年10月号特別付録の「PCエンジンオールカタログ'93」では、「シューティングマニアにも好評だった業務用からの移植作品。すでにHuカードで出ていた作品をCD-ROM²にしたもので、オリジナルステージが2つ追加され、音楽がCD音源になり、内容がパワーアップしている」と紹介されている。
| 項目 | キャラクタ | 音楽 | 操作性 | 熱中度 | お買得度 | オリジナリティ | 総合  |
| 得点 | 3.69       | 4.33 | 3.87   | 4.13   | 4.20     | 3.09           | 23.31 |

## 続編

### 雷電シリーズ
雷電II（1993年、アーケード）
新要素を盛り込んだ続編。基本システムやステージ構成は前作をほぼ踏襲する。序盤から難易度が高く、ゲームバランスという点では、他シリーズに比べ若干プレイヤーを選ぶ。単独プレイ時のミス後の処理は1P側の場合その場復活で、2P側の場合戻り復活になる。本作の出荷時期は『ストリートファイターII』・『餓狼伝説』・『サムライスピリッツ』・『バーチャファイター』等の対戦格闘ゲーム全盛期であり、他ジャンルのゲームの稼働寿命が極めて短くなり、本作も入荷後半年保たずに撤去される事例が相次いだという。
- 移植作品
  - 雷電プロジェクト（1995年1月27日 PlayStation版 セイブ開発制作、日本システム販売）
『雷電』とカップリング収録。
  - 雷電II（1997年 Windows 95版 Kinesoft制作、ゲームバンク販売）
  - 雷電II（1999年 Windows 95版 Kinesoft制作、サイバーフロント販売）

雷電DX（1994年、アーケード）
『雷電II』のゲームバランスを調整し、ゲームを3つのコース（練習・初級・上級）から選択できるようにしたバージョンアップ作品。数々のボーナス要素・隠しフィーチャーが盛り込まれており、シリーズの中でも高い完成度と言われている。この作品から全般的に1Pプレイでもミスした後その場復活に仕様が変更された（一部例外あり）。
- 移植作品
  - 雷電DX（1997年 PlayStation版 セイブ開発制作、日本システム販売）
  - MajorWave1500シリーズ 雷電DX（2000年 PlayStation版 セイブ開発制作、ハムスター販売）

雷電III（2005年、アーケード）（モス開発、タイトー販売）
グラフィックにポリゴンを採用。基本システムは従来の『雷電』シリーズのものを踏襲する。パワーアップが前作までと比べて易しくなっている。全7面。
- 移植作品
  - 雷電III（2005年 PlayStation 2版 モス制作、タイトー販売）
  - 雷電III（2005年 Microsoft Windows版 モス制作、サイバーフロント販売）

雷電IV（2007年、アーケード）（モス開発）
2007年6月7日に稼動開始された。なお、ゲームセンターでロケーションテストが2006年7月22日・23日及び10月14日 - 16日などに行われた。
- 移植作品
  - 雷電IV（2008年 Xbox 360版 モス制作・販売）
  - 雷電IV OVERKILL（2014年 PlayStation 3、Microsoft Windows版 モス制作・販売）

雷電V（2016年、Xbox One）（モス開発）
2016年2月25日に発売した雷電シリーズ初の家庭用オリジナル作品。
- 移植作品
  - 雷電V Director's Cut（2017年 PlayStation 4、Microsoft Windows版 モス制作・販売）
  - 雷電V Director's Cut（2019年 Nintendo Switch版 モス制作・販売）

### ライデンファイターズ
『雷電』シリーズとは別に、スピーディなゲーム展開を目指した『ライデンファイターズ』シリーズがある。ライデン（雷電）の名を冠しているが、スタート時に複数機の中から自機を選択、オプション機（SLAVE）の追加など新機軸が盛り込まれ、ゲームの展開も早く、従来のシリーズとは雰囲気がかなり異なる。元々は、雷電シリーズとは関係ない別作品として開発されていた。雷電シリーズの自機は後に追加されたもので、しかも隠しキャラ扱いとなっていた。
ライデンファイターズ（1996年、アーケード）
ライデンファイターズ2 -Operation Hell Dive-（1997年、アーケード）
選択できる自機の数が、シリーズ最多の17機（隠し機体含む）に増えた。ステージ構成も、一部を除き新しくなっている。ノーマル、エキスパート、スペシャル（ボスと連続して戦う）の三つのコースから選ぶことができる。

ライデンファイターズJET（1998年、アーケード）
基本的なシステムは前2作と変わりないが、ステージのルート分岐があり、また勲章の育成システムが大きく変更されているなど、プレイ感覚が若干異なる。自機は16機（隠し機体含む）から選択。2と同じくノーマル、エキスパート、スペシャルの3つのコースから選ぶことができる。
2008年3月に上記3タイトルを纏めて完全移植した『ライデンファイターズ エイシズ』（RAIDEN FIGHTERS ACES）がXbox 360で発売された。
また、直接的な続編・関連作ではないが、『雷電』シリーズからの単発派生作として『バイパーフェイズ1』（1995年、アーケード）がある。
- 移植作品
  - ライデンファイターズ エイシズ（2008年 Xbox 360版 ガルチ制作、サクセス販売）
シリーズ3作品をカップリング収録。

### その他派生作品
雷電NOVA（2024年予定、Nintendo Switch, PlayStation 5, PlayStation 4）（モス開発）
『雷電』-『雷電V』までのナンバリング作から機体が登場するスピンアウトタイトル。システムが大きく変更され、ツインスティック操作による全方位スクロール型STGとなっている。